# Fermentation

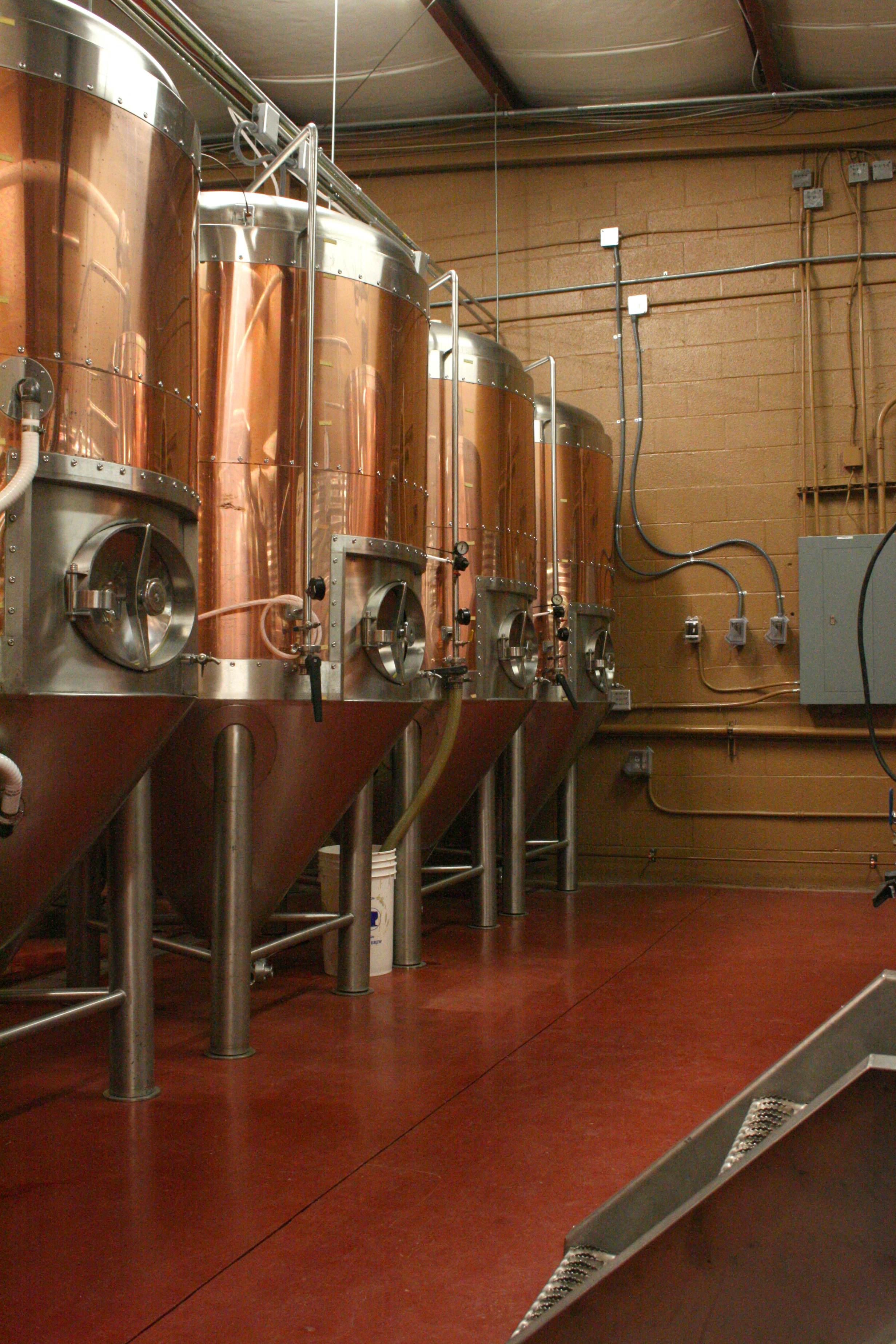
Gärbottiche zur Bierherstellung sind Bioreaktoren

Fermentation oder Fermentierung (lateinisch fermentatio, von fermentum „Aufwallung, Gärung; Gärungsstoff, [speziell:] Sauerteig, Malz“) bezeichnet in der Biologie und Biotechnologie die mikrobielle oder enzymatische Umwandlung organischer Stoffe in Säure, Gase oder Alkohol. Die Fermentation wird in der Biotechnologie als Umwandlung organischer Materie außerhalb lebendiger Organismen bewusst angewendet. Dies geschieht entweder durch Zugabe von Bakterien-, Pilz- oder sonstigen biologischen Zellkulturen oder durch den Zusatz von Enzymen (Fermenten), welche die Fermentation im Rahmen ihres enzymkatalysierten Stoffwechsels ausführen. Teilweise sind diese Mikroorganismen bereits natürlich auf den Ausgangsstoffen vorhanden, etwa bei der Spontangärung. Dennoch werden gerade in der industriellen Fermentation Reinzuchtzellkulturen zugegeben, um die Fermentation besser zu steuern und unerwünschte Nebenprodukte auszuschließen.

## Definition
Ursprünglich wurde mit Fermentation eine Gärung unter Ausschluss von Luft bezeichnet. Louis Pasteur prägte den Ausdruck fermentation, c’est la vie sans l’air ‚Fermentation ist das Leben ohne Luft‘.
Heute umfasst die Fermentation in der Biotechnologie jegliche mikrobielle Umwandlung organischer Stoffe in Bioreaktoren, also auch diejenige unter Sauerstoffversorgung.
Beispiele für Arten der Fermentation:
- Anaerobe Gärung als biotischer Energiestoffwechsel ohne Einbeziehung von Sauerstoff. Dies entspricht der neueren Definition des Begriffs Gärung.
- Aerobe Vorgänge, wie die Essigsäuregärung, werden auch als oxidative Gärung bezeichnet.
- Sonstige Veränderungen biotischen Rohmaterials durch mikrobielle oder autolytische enzymatische Prozesse, bei denen Sauerstoff nicht oder nur unvollständig ausgeschlossen wird. Beispielsweise eingeleitet zur Fermentation von Tabakblättern zu Rauchtabak, Fermentation von Kakaofrüchten (einschließlich ihrer Samen) zur Herstellung von Kakaopulver und Schokolade sowie zur Matjesreifung.
- In der Biotechnik allgemein die gesteuerte Produktion von biotischen Stoffwechselprodukten, mit oder ohne Einbeziehung von Sauerstoff.
- Submersfermentation ist die Bezeichnung für Abläufe in Flüssigkeiten und Dispersionen.

Nicht in allen wissenschaftlichen Disziplinen wird Fermentation ebenso wie in der Biotechnologie heute in einer erweiterten Bedeutung verwendet. In der Biochemie und der Metabolomik wird mit dem Begriff „Fermentation“ weiterhin nur ein anaerober Prozess bezeichnet. Um in der Biotechnologie eine Verwechslung zu vermeiden, wird manchmal auch der Begriff Kultivierung für aerobe Prozesse verwendet.
Die Enzymologie ist das Forschungsgebiet der Fermentation.
Die Reaktoren werden auch als Fermenter bezeichnet. Es lassen sich so verschiedene medizinische Produkte wie Insulin, Hyaluronsäure, Streptokinase und eine Vielzahl von Antibiotika, beispielsweise Penicillin großtechnisch in Bioreaktoren synthetisieren, teilweise mit Hilfe von Mikroorganismen, teilweise mit Zellkulturen (meist Suspensionszellen). Die Mikroorganismen sind dabei – gegebenenfalls nach gentechnologischer Veränderung – in der Lage, Stoffe zu bilden, die sich auf chemischem Wege nur schwer herstellen lassen.

## Einsatzgebiete

### Fermentation in der Lebens- und Genussmittelherstellung

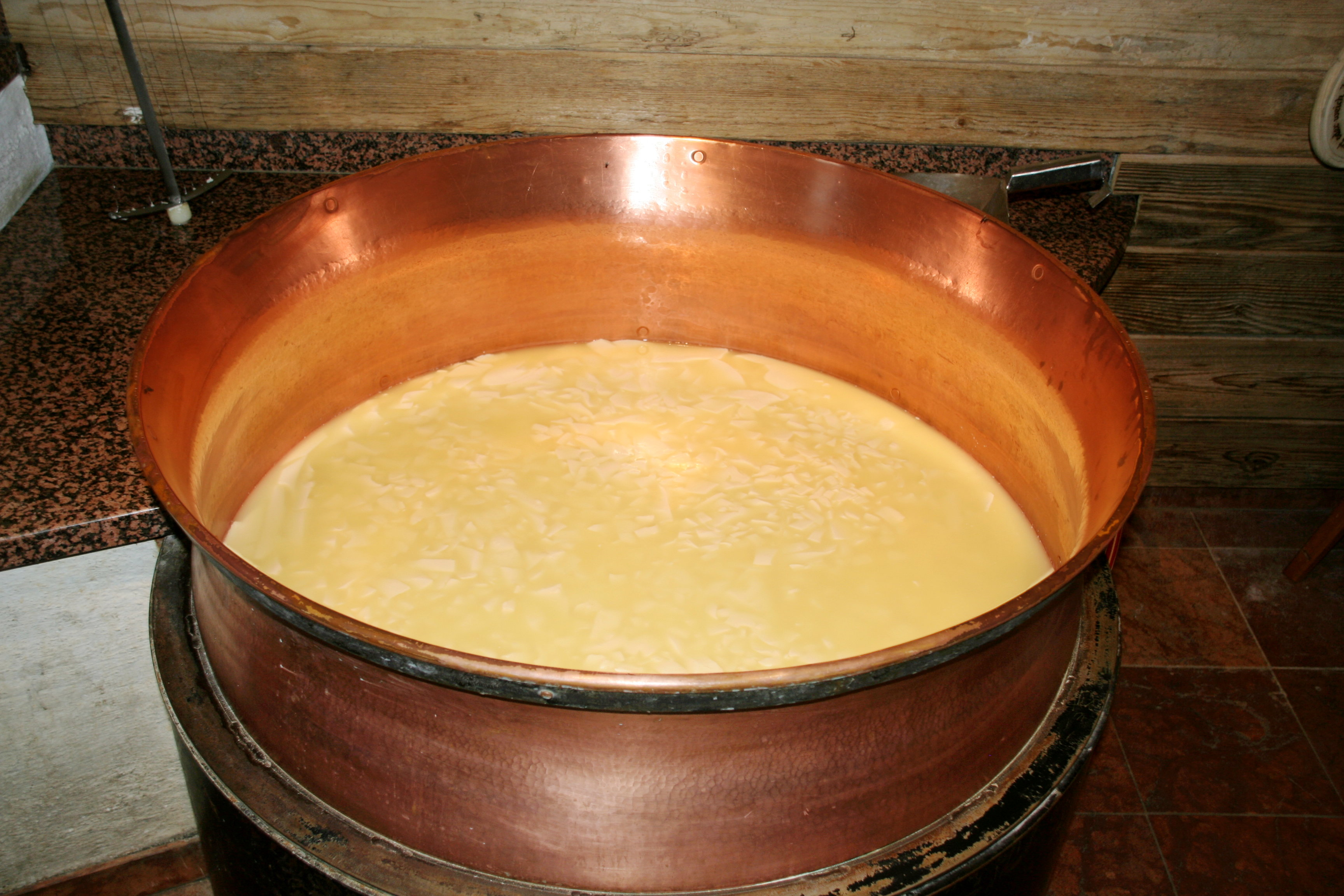
Dickete bei der Käseherstellung

In der Lebensmittelherstellung spielt die Fermentation eine zentrale Rolle bei der Produktion und Haltbarmachung von Lebensmitteln, wie die Herstellung von Sauerkraut, Kimchi, Tsukemono, Miso, Nattō, Tempeh oder Ontjom. Bei der Fermentation entwickeln sich die Aromastoffe, wie bei Sojasauce und fermentierten Getränken. Pflanzliche Abwehrstoffe wie Gerbstoffe werden abgebaut, so etwa bei Tee, Kakao, Kaffee und Tabak. Weitere Vorgänge sind die Herstellung von Milchprodukten, wie Käse oder Joghurt, die Herstellung von Rohwurst (beispielsweise Salami) und letztlich die Erzeugung von alkoholischen Getränken wie Bier, Wein oder Whisky.

#### Herstellung von Milchprodukten und lactofermentiertem Gemüse

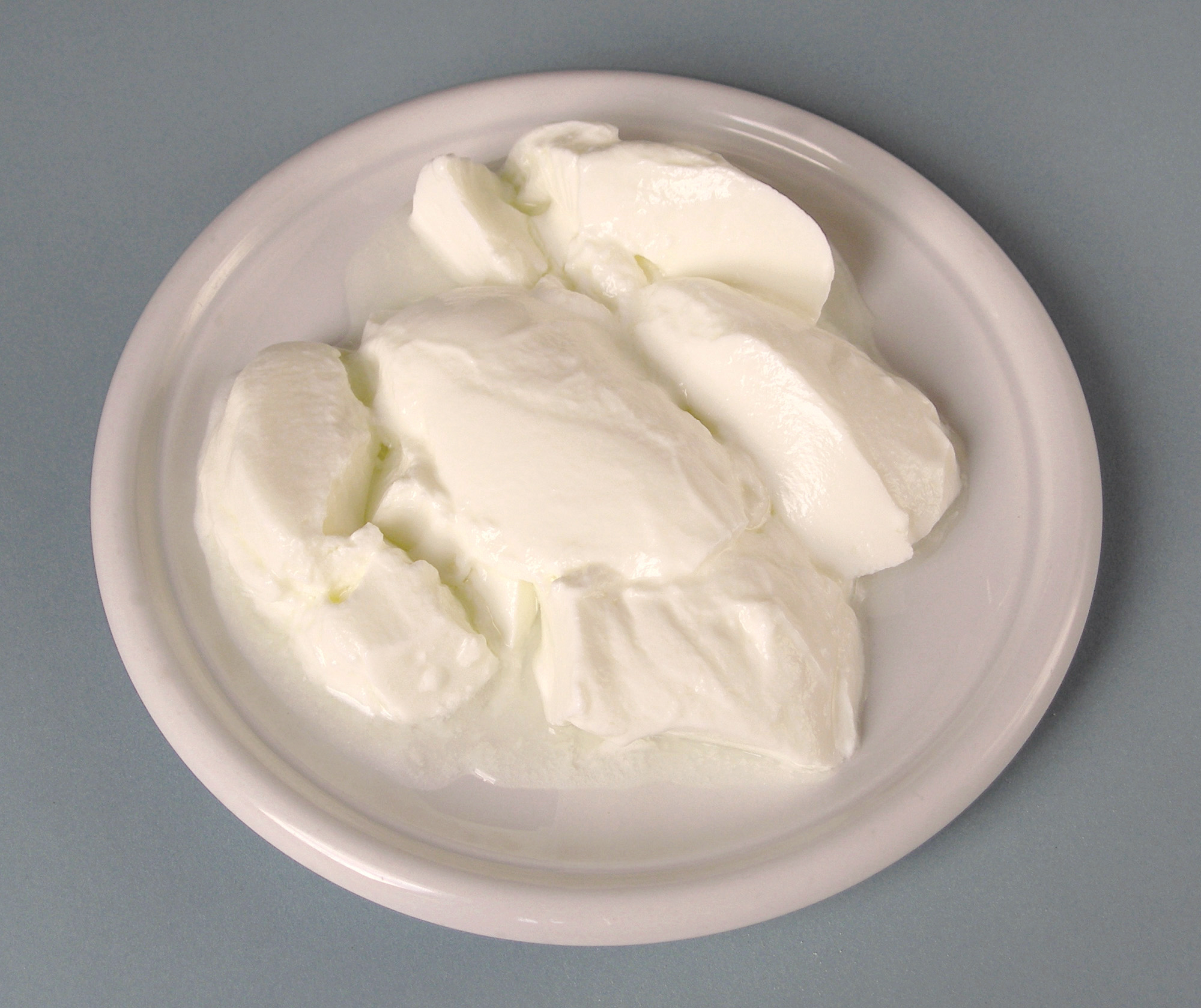
Joghurt und andere Sauermilchprodukte basieren auf Milchsäuregärung.

Eine Reihe von Lebensmitteln sind die Ausgangsprodukte einer Milchsäuregärung. Dazu gehören alle Sauermilchprodukte wie Sauermilch, Joghurt, Kefir und Buttermilch. Traditionell wurde Rohmilch stehen gelassen, bis sich die selbsttätig aus der Umgebung angesiedelten Milchsäurebakterien auf natürliche Weise vermehrt und die Fermentation in Gang gesetzt hatten. Rohmilch darf nach der heutigen Gesetzeslage in Deutschland nicht mehr verwendet werden. Die Molkereien impfen darum pasteurisierte Milch mit Starterkulturen der Milchsäurebakterien.
Aufgrund der heute eingesetzten Futtermittel tritt eine Fehlgärung von Kuhmilch häufiger ein. Die Rohmilchprodukte Schweizer Milchbauern unterliegen darum strengen Vorschriften zur Sicherstellung einer weitestgehend natürlichen Fütterung durch Weidehaltung und Gabe von Heu zur Winterzeit. Da sich unterschiedliche Bakterienstämme aus der Luft ansiedeln können, variiert der Fermentationsprozess und es können sich verschiedene Aromen in den Milchprodukten ausbilden.
Lactofermentierte Gemüse wie Sauerkraut, Eingelegtes, Tsukemono, Tsa Tsai, Torshi oder Kimchi werden ebenso wie Sauerteig und entsprechende Sauerteigprodukte seit langer Zeit auf allen Kontinenten hergestellt.
Auch Silagen, durch Vergärung haltbar gemachte Frischfuttermittel, basieren auf der Milchsäuregärung.

#### Fermentation von Teeblättern
Fermentation von Teeblättern findet nur bei so genannten post fermented teas wie  Pu-Erh statt. (Schwarzer Tee hingegen oxidiert, genaueres siehe nächster Absatz.) Beim Pu-Erh-Tee sind Mikroorganismen aktiv, die die Bestandteile der Teeblätter im Zuge ihrer Stoffwechselprozesse verändern. Dabei werden die in den Teeblättern enthaltenen Gerb- und Bitterstoffe in weichere und milde Polyphenole umgewandelt. Ein hochfermentierter Pu-Erh-Tee schmeckt deshalb viel milder mit leichter Süße und besitzt praktisch keine Adstringenz mehr. Die für die Fermentation verantwortlichen Mikroorganismen sind Penicillium, Aspergillus und Streptomyces. Diese Mikroben produzieren auch eine Vielzahl der für uns heute bedeutenden Antibiotika.
Häufig wird schwarzer Tee als fermentierter Tee bezeichnet, was jedoch chemisch nicht korrekt ist, da keine Enzyme oder Mikroorganismen beteiligt sind. Schwarzer Tee oxidiert, d. h. die Polyphenole im Tee reagieren mit dem Sauerstoff aus der Luft. Die Teeblätter werden durch Rollen gequetscht und so die Pflanzenzellen teilweise zerstört. Bei der industriellen Produktion wird dabei meist das Crush-Tear-Curl-Verfahren angewendet. Die in der intakten Zelle getrennten Enzyme (vor allem Phenoloxidasen) und andere Inhaltsstoffe der Teepflanze (vor allem die Polyphenole) kommen zusammen und reagieren zusammen mit Sauerstoff. Hieraus ergeben sich die dunkel gefärbten Polyphenole und Aromastoffe. Der Vorgang dauert etwa drei Stunden. Im Gegensatz zum schwarzen Tee wird der Oolong-Tee nur kurz und der grüne Tee nicht oxidiert.

#### Fermentation von Rohtabak
Fermentation des Tabaks ist ein Gärungsprozess, mit dem aus getrocknetem Rohtabak ein verbrauchsfertiger Tabak hergestellt wird. Der Nikotingehalt wird vermindert und blatteigene Eiweißverbindungen, die beim Rauchen das charakteristische Aroma der einzelnen Sorten überdecken würden, werden abgebaut.
Nach dem Zusammenstellen der jeweiligen Tabakcharge (mindestens 1000 Kilogramm) setzt der Fermentationsprozess von selbst ein oder wird durch Wärmezufuhr in Gang gesetzt. Die ideale Prozesstemperatur liegt zwischen 50 °C und 60 °C, höhere Temperaturen schaden der Tabakqualität. Bei einer natürlichen Fermentation werden die Tabakstapel vier- bis fünfmal umgeschichtet, jeweils vom Stapelrand in die Stapelmitte und umgekehrt. Bis alle Blätter gleichmäßig fermentiert sind, vergehen vier bis sechs Monate.

#### Herstellung von lactofermentiertem Fisch
Auch Fisch wird fermentiert. Beispiele sind
- Funazushi – japanischer, fermentierter weibliche Nigoro-Buna (Karauschen)
- kæst skata – isländischer, fermentierter Rochen
- Hákarl – isländischer, fermentierter Grönlandhai
- Surströmming – schwedischer, eingelagerter, gesalzener und vergorener Fisch
- Pla Raa – thailändischer, eingelagerter, gesalzener und vergorener Fisch

#### Fermentation von Marihuana
Auch Marihuana wird zumeist fermentiert, um den Rauchgenuss durch verbesserten Geschmack, weniger Irritationen im Hals sowie einen erhöhten THC-Anteil zu verbessern.

### Technische Fermentation

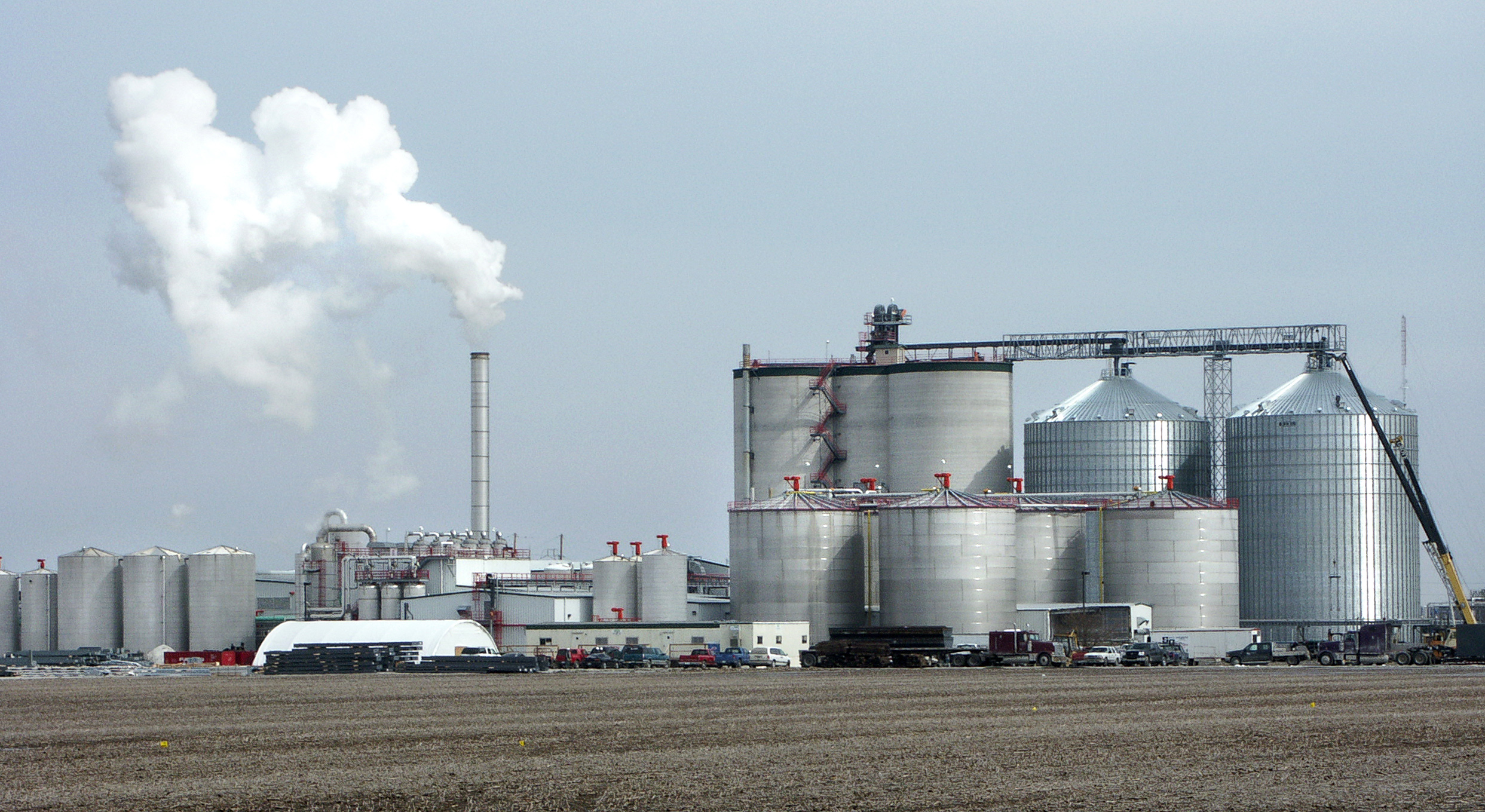
Bioethanolanlage in Burlington, Iowa.

Das Haupteinsatzgebiet der Fermentation ist die technische Biotechnologie zur Herstellung verschiedener Fermentationsprodukte. Die Erzeugnisse reichen von Bioethanol über Aminosäuren, Organische Säuren, wie Milchsäure, Zitronensäure und Essigsäure, bis zu Enzymen wie Phytase über Antibiotika und andere pharmazeutische Produkte bis hin zu Biomonomeren und -polymeren wie Polyhydroxyalkanoate. Solche technischen Produkte sind Polyhydroxyalkanoate oder Polyhydroxybuttersäure (PHB). Technisches Bioethanol, zur Nutzung als Biokraftstoff, stellt neben Bier und der Hefeproduktion sowie Biogas aktuell das Hauptprodukt der Fermentationsindustrie dar.
Rohstoffe sind vorwiegend Stärke und Saccharose Substrat zur Produktion durch Bakterien oder Pilze. Bioethanol wird in Brasilien vor allem auf der Basis von Zucker aus Zuckerrohr gewonnen, in den USA stellt Mais den Hauptrohstoff dar. Nach Angaben der deutschen Bioethanolwirtschaft werden in Deutschland knapp zwei Drittel des Bioethanols aus stärkehaltigen Pflanzen, vor allem Weizen, gewonnen. Die Produktion läuft in der Regel unabhängig vom Substrat, bei fast allen Fermentationsprozessen können also sowohl Stärke als auch Saccharose und verschiedene andere zuckerhaltige Produkte genutzt werden, dabei insbesondere Dicksaft und Melasse. Auch Cellulose als Hauptbestandteil des Holzes ist ein Zuckerpolymer das als alternatives Substrat zur Diskussion steht für zukünftige Anwendungen, vor allem für Cellulose-Ethanol sowie bei der Verwendung in der Bioraffinerie.

### Biogasherstellung

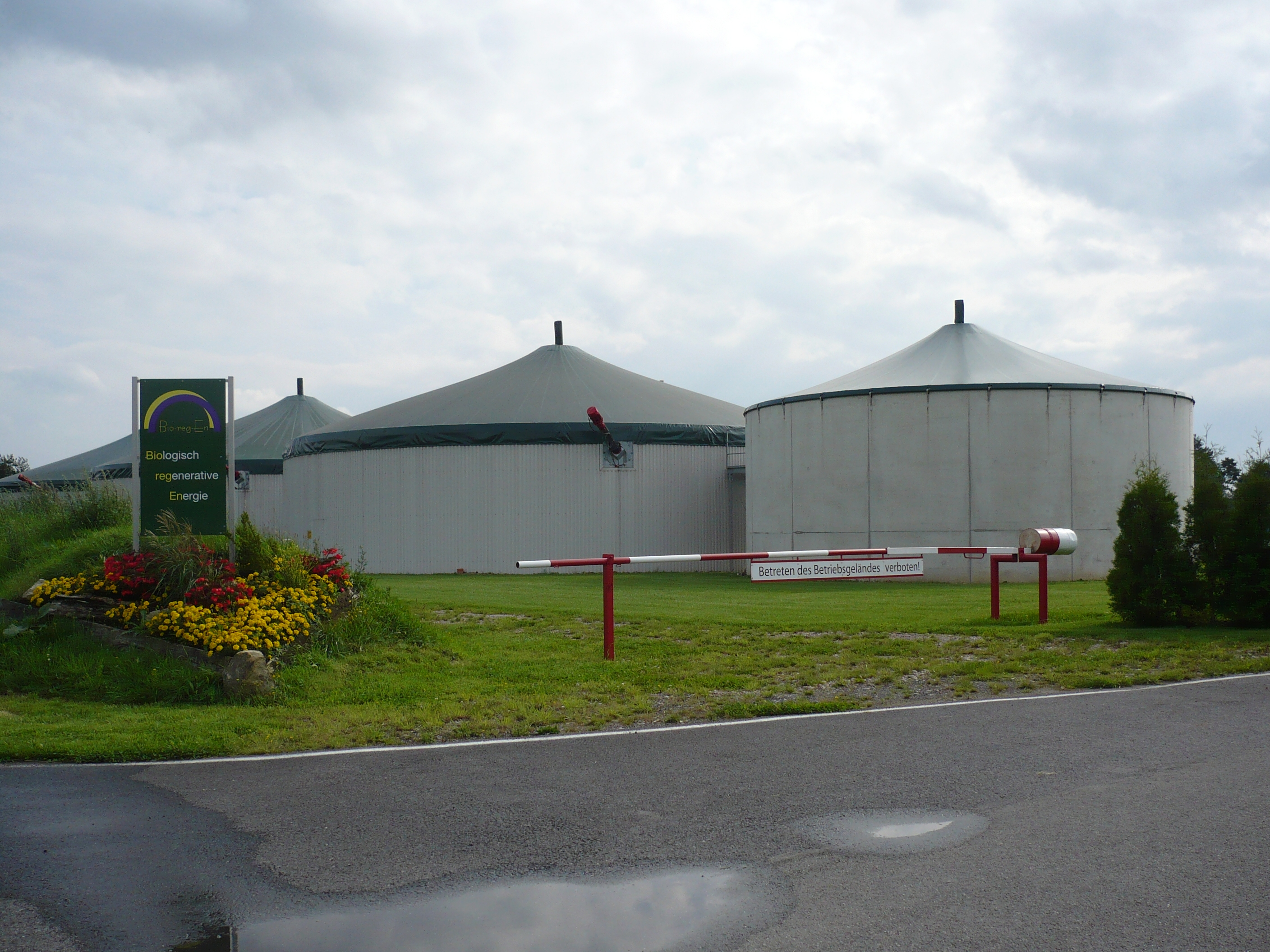
Fermenter einer Biogasanlage

Auch die Herstellung von Biogas durch Vergärung von Biomasse in Biogasanlagen ist ein Fermentationsprozess. Dieses Produkt wird zur Gewinnung von Bioenergie verwendet. Mit Hilfe von Bakterien wird in einem anaeroben Gärungsprozess ein Gasgemisch mit den Hauptkomponenten Methan (CH4) und Kohlenstoffdioxid (CO2) sowie Spuren von Stickstoff (N2), Sauerstoff (O2), Schwefelwasserstoff (H2S), Wasserstoff (H2) und Ammoniak (NH3) produziert. Zumeist wird über eine Biogasaufbereitung gereinigt. Für das Biogas ist der bei der Gärung entstehende Anteil von Methan wichtig, da seine Verbrennung die meiste Energie freisetzt.
Auch Deponiegas und Klärgas entstehen bei der als Vergärung oder Faulung bezeichneten anaeroben Zersetzung von organischem Material. Diese Gase werden gelegentlich unter den Bezeichnungen Faulgas oder Biogas zusammengefasst.

## Bioreaktoren

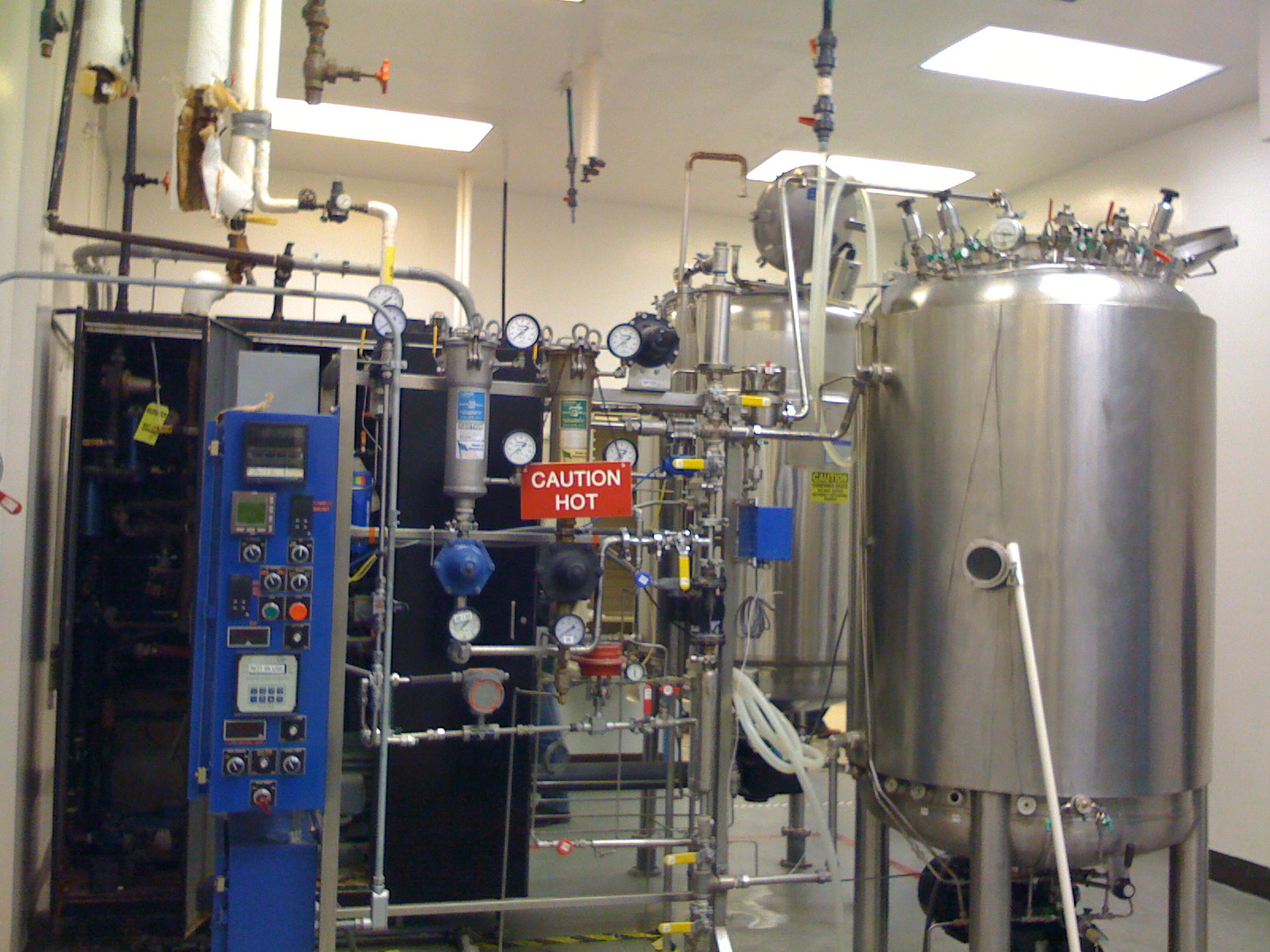
Anlage zur Herstellung von Impfstoffen

Vor allem Mikroorganismen können in sogenannten Bioreaktoren oder auch Fermentern kultiviert werden. Dieses sind Behälter, in denen die Reaktionsbedingungen gesteuert und optimiert werden. So produzieren die kultivierten Organismen die gewünschten Stoffe unter optimalen Bedingungen oder in höheren Konzentrationen. In den Reaktoren können verschiedene Parameter, dazu gehören pH-Wert, Temperatur, Sauerstoffzufuhr, Stickstoffzufuhr, Glucosegehalt oder Rührereinstellungen geregelt werden.
Da die einsetzbaren Organismen sehr unterschiedliche Ansprüche haben, stehen unterschiedlichste Fermentertypen zur Verfügung.
- Rührkesselreaktoren
- Schlaufenreaktoren
- Airliftreaktoren
- Photobioreaktoren zur Kultivierung von Algen und Pflanzen